# 國定殺戮日 (電視劇)
《國定殺戮日》（英語：The Purge）是一部美國詩選恐怖電視劇，以《國定殺戮日》系列電影為題材。第一季於2018年9月4日首播，2019年10月15日播出第二季。2020年5月，該劇播出兩季後被取消。

## 演員

### 第一季
- 蓋布瑞·薛佛利亞 飾 美國海軍陸戰隊員米格爾·格雷羅[2]
- 漢娜·艾蜜莉·安德森 飾 珍娜·貝坦寇特
- 潔西卡·加薩 飾 潘妮洛普·格雷羅
- 莉莉·西蒙斯 飾 萊拉·史丹頓
- 阿曼達·華倫 飾 珍·巴伯[3]
- 科林·伍德爾 飾 瑞克·貝坦寇特
- 李·特格森 飾 喬·歐文斯
- 威廉·鮑德溫 飾 大衛·雷克[4]
- 理德·戴蒙德 飾 亞伯·史丹頓
- 菲歐娜·杜瑞夫 飾 好領袖塔維斯

### 第二季
- 德瑞克·路克 飾 馬可斯·摩爾
- 馬克斯·馬蒂尼 飾 萊恩·葛蘭特
- 葆拉·努涅斯 飾 埃斯梅·卡莫納
- 喬爾·艾倫 飾 班·嘉納
- 德蒙特·莫羅尼 飾 鮑比·謝里登
- 伊森·霍克 飾 詹姆斯·桑丁

## 外部連結
- 官方网站
- 互联网电影数据库（IMDb）上《國定殺戮日》的资料（英文）